# Panteón Francés de la Piedad

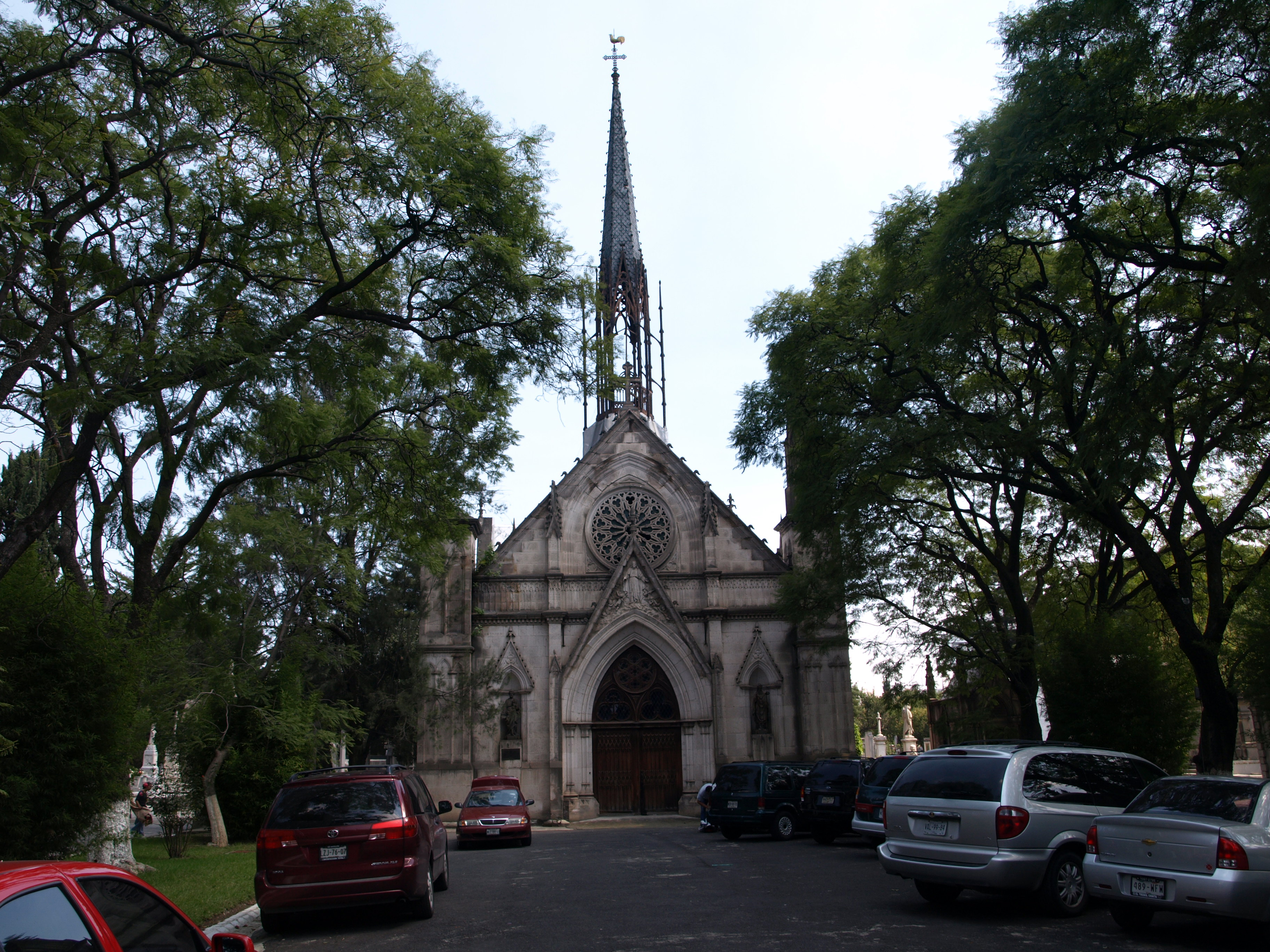
Vista de la capilla principal del cementerio.

El panteón Francés de la Piedad es un cementerio privado, ubicado en Ciudad de México. Su acceso es restringido, ya que únicamente se le permite la entrada a los familiares de algún difunto sepultado dentro del sitio. 
Con un estilo de arte gótico y arquitectura neoclásica, dentro de él se albergan a algunas personalidades mexicanas y extranjeras. Debido a la saturación de fosas que hubo dentro del lugar en 1940, se creó el Panteón Francés de San Joaquín en 1942, con el fin de poder seguir brindando servicio a la población.

## Ubicación

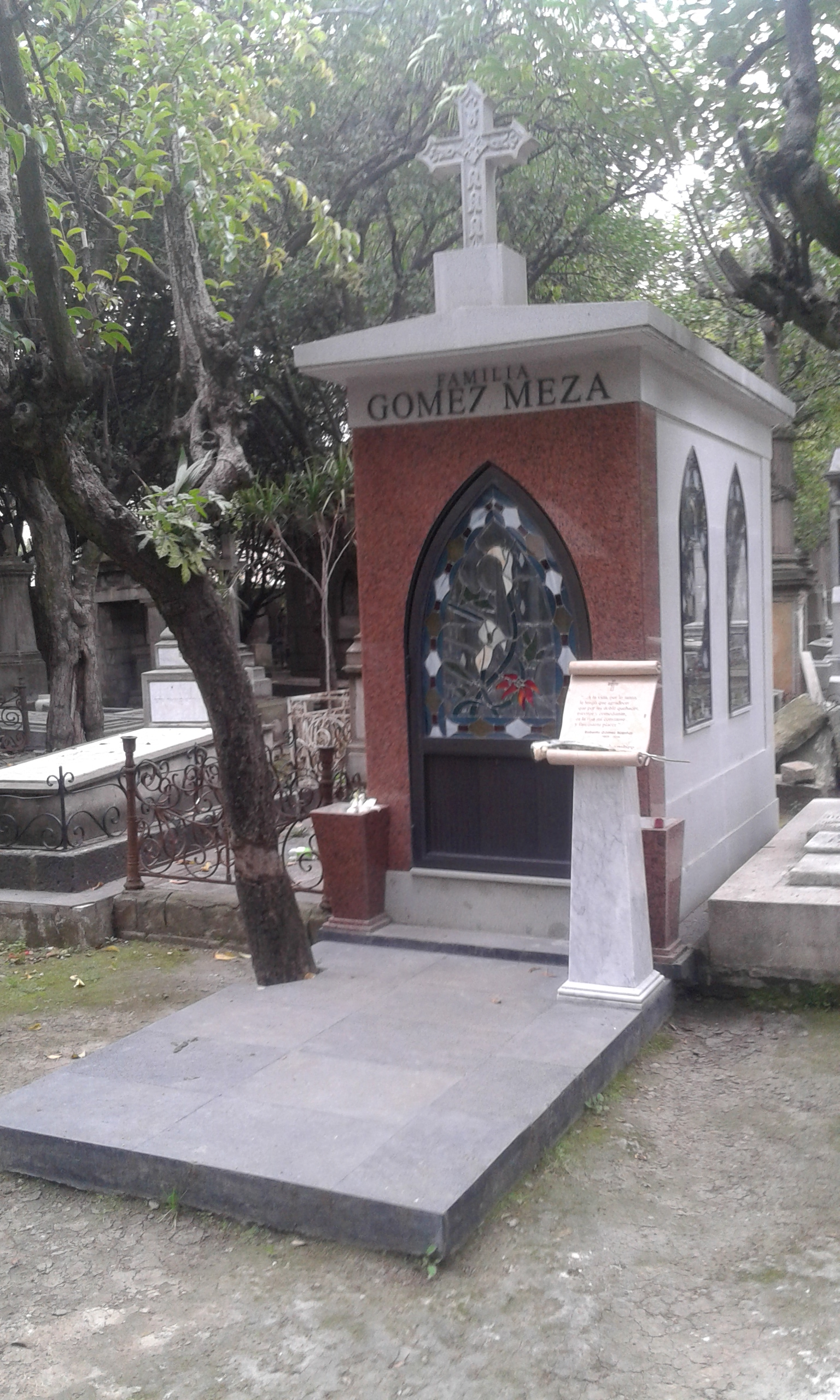
Tumba de Roberto Gómez Bolaños dentro del cementerio.

El Panteón Francés de la Piedad se encuentra en la colonia Buenos Aires de la Ciudad de México. La entrada se encuentra sobre la avenida Cuauhtémoc, entre el Eje 3 Sur y la lateral del Viaducto Miguel Alemán. La frase Heureux qui meurt dans le Seigneur -"Dichoso aquel que muere en el Señor"-, escrita en el portal de acceso a la calzada principal, da la idea del origen francés de muchos de sus ocupantes, o también de mexicanos pertenecientes a las familias más encumbradas de la época porfiriana.

## Historia

### Los Escandón
La historia de este predio inicia el 31 de julio de 1860, cuando los Escandón, empresarios y herederos de la hacienda de la Condesa, decidieron crear un cementerio en el lugar, apegándose a los lineamientos de la ley. Se planeaba una obra siguiendo el modelo arquitectónico de los cementerios del Père Lachaise, de París, y del St. James's Park, en Londres. Los empresarios firmaron con las autoridades un convenio por doce años, pasados los cuales el panteón quedaría en manos de las autoridades. Para agilizar los trámites de defunción, se estableció en el mismo sitio una oficina del Registro Civil.[cita requerida]

### Periodo de Benito Juárez
Las fosas tenían diferentes costos, según “la clase”, y había cinco de ellas. La perpetuidad estaba reservada a las tres primeras clases. El panteón fue inaugurado el 1 de enero de 1872 por el presidente Benito Juárez, aunque el cementerio inició la venta de terrenos y las inhumaciones en 1865.

### Instituciones
Según Pérez Siller (2006), la comunidad francesa, “fiel al espíritu asociativo de la época romántica” (p. 532), se rodeó de instituciones que favorecieran sus intereses, como la Asociación Francesa, Suiza y Belga de Beneficencia y Previsión Social (1842), que auxiliaba a viajeros e inmigrantes que arribaban a México, brindando transporte, alojamiento, trabajo, atención médica, préstamos y un cementerio.

### Periodo de Sebastián Lerdo de Tejada
La época de la apertura del panteón a los mexicanos fue entre 1873 y 1878, durante la administración de Sebastián Lerdo de Tejada, dado que a partir de 1873 se duplica el número de inhumaciones de mexicanos y de otros extranjeros privilegiados económicamente y de gustos afrancesados, y se reduce a un poco más de la mitad el de los franceses.[cita requerida]

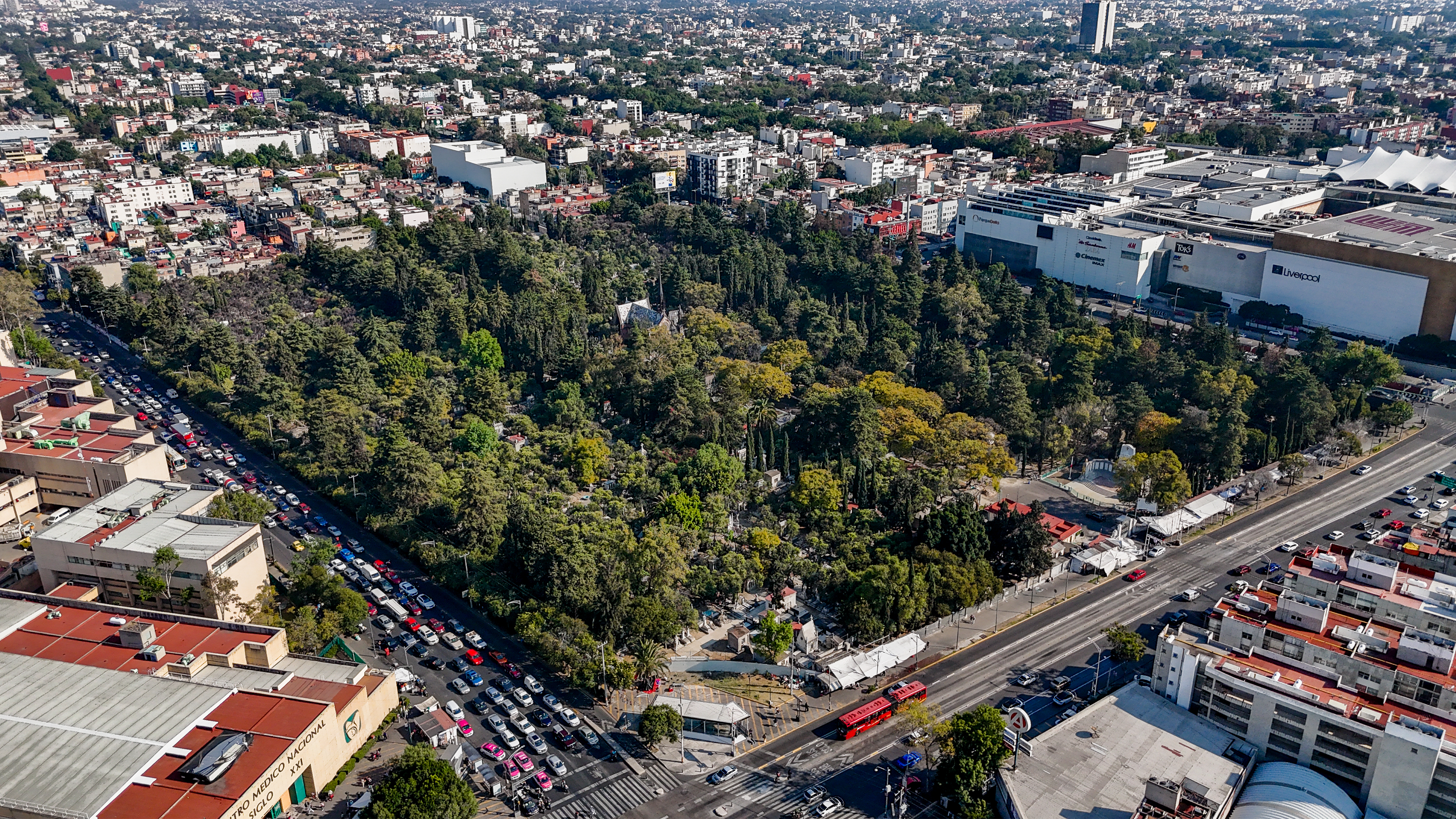
Vista aérea del panteón.

## Personas notables sepultadas
- Lastenia Abarta - Aristócrata y conocida por un asesinato de 1881
- Ignacio R. Alatorre - Militar y general del ejército federal
- Vito Alessio Robles - Militar, ingeniero, político, escritor, historiador, periodista, diplomático y académico
- Salvador Alvarado Rubio - Militar y estadista
- Coronel Pedro Amaro con sus hijos - Hermano del general Joaquín Amaro Domínguez; Secretario de Guerra, reformador militar, reformador educativo militar y editor.
- Miguel Covarrubias - artista.[2]
- Agustín de Anda - Actor e hijo del productor Raúl de Anda.
- Gabriel Gavira Castro - General de división, presidente del supremo tribunal militar y gobernador de varios estados.
- Ricardo Flores Magón - Activista político durante la revolución mexicana
- Mauricio Garcés - Destacado actor de la escena mexicana, que jugó un papel importante en el escenario "galán", actuando principalmente en la comedia.
- Roberto Gómez Bolaños - Reconocido humorista más conocido por su seudónimo Chespirito
- Manuel Gutiérrez Nájera - Poeta y escritor
- Amalia Hernández - Líder del Ballet Folklórico de México
- Gustavo A. Madero - político mexicano, hermano del expresidente de México, Francisco I. Madero
- Luis Alfonso Mendoza - Actor y director de doblaje mexicano
- Alfonso Ortiz Tirado – Doctor y cantante de ópera
- José Revueltas - Escritor y activista político
- Silvestre Revueltas - Compositor
- Carmen Romero Rubio - Esposa de Porfirio Díaz y primera dama de México
- José Sulaimán - Oficial de boxeo; presidente del Consejo Mundial de Boxeo
- Miguel Zacarías - Director de cine
- Juan de Dios Bátiz - Revolucionario, ingeniero militar, político y luchador social
- Samuel Pérez Reyes - Más conocido como Sammy; Actor y comediante mexicano, destacado por trabajar junto a Eugenio Derbez